# パパってなに?
『パパってなに?』（原題：Вор）は、ロシア、フランスの映画作品。パーヴェル・チュフライ監督作。

## あらすじ
旧ソ連時代の1952年、未亡人カーチャは旅先の列車のなかで、軍人トーリャと恋におちる。そして一人息子のサーニャと三人で暮らし始める。サーニャはトーリャのせいで母親にかまってもらえなくなったと思い、うとましく感じていたが、ケンカのやり方など、女親では教えてくれないことをたくさん教えられる。少しずつトーリャを受け入れていくサーニャだったが、だんだんとトーリャの正体に気づき始め‥‥

## キャスト
| 役名                  | 俳優                     | 日本語吹替 |
| --------------------- | ------------------------ | ---------- |
| サーニャ              | ミーシャ・フィリプチュク | 矢島晶子   |
| カーチャ              | エカテリーナ・レドニコワ | 伊藤美紀   |
| トーリャ              | ウラジミール・マシコフ   | 磯部勉     |
|                       | アマリヤ・モルドヴィノワ |            |
|                       | リディヤ・サヴチェンコ   |            |
|                       | アンナ・シツカトゥロワ   |            |
|                       | オルガ・ペシコワ         |            |
| サーニャ/ナレーション | ユーリ・ベリャーエフ     | 大塚芳忠   |

- その他の声の吹き替え：幸田夏穂／藤生聖子／五十嵐麗／児玉孝子／西田絵里／小池亜希子／仲野裕／廣田行生／宗矢樹頼／土田大／長克巳／茂呂田かおる／松来未祐／川村拓央

## 受賞
- 1997年 ヴェネツィア国際映画祭 - 国際若手審査員賞、ユニセフ賞
- 1998年 NIKA賞 (ロシア・アカデミー賞) - 作品賞、監督賞、主演男優賞、主演女優賞、作曲賞

## ノミネート
- 1997年 ヨーロッパ映画賞 - 作品賞
- 1998年 アカデミー賞 - 外国語映画賞
- 1998年 ゴールデングローブ賞 - 外国語映画賞